# Ezüst-kolloid

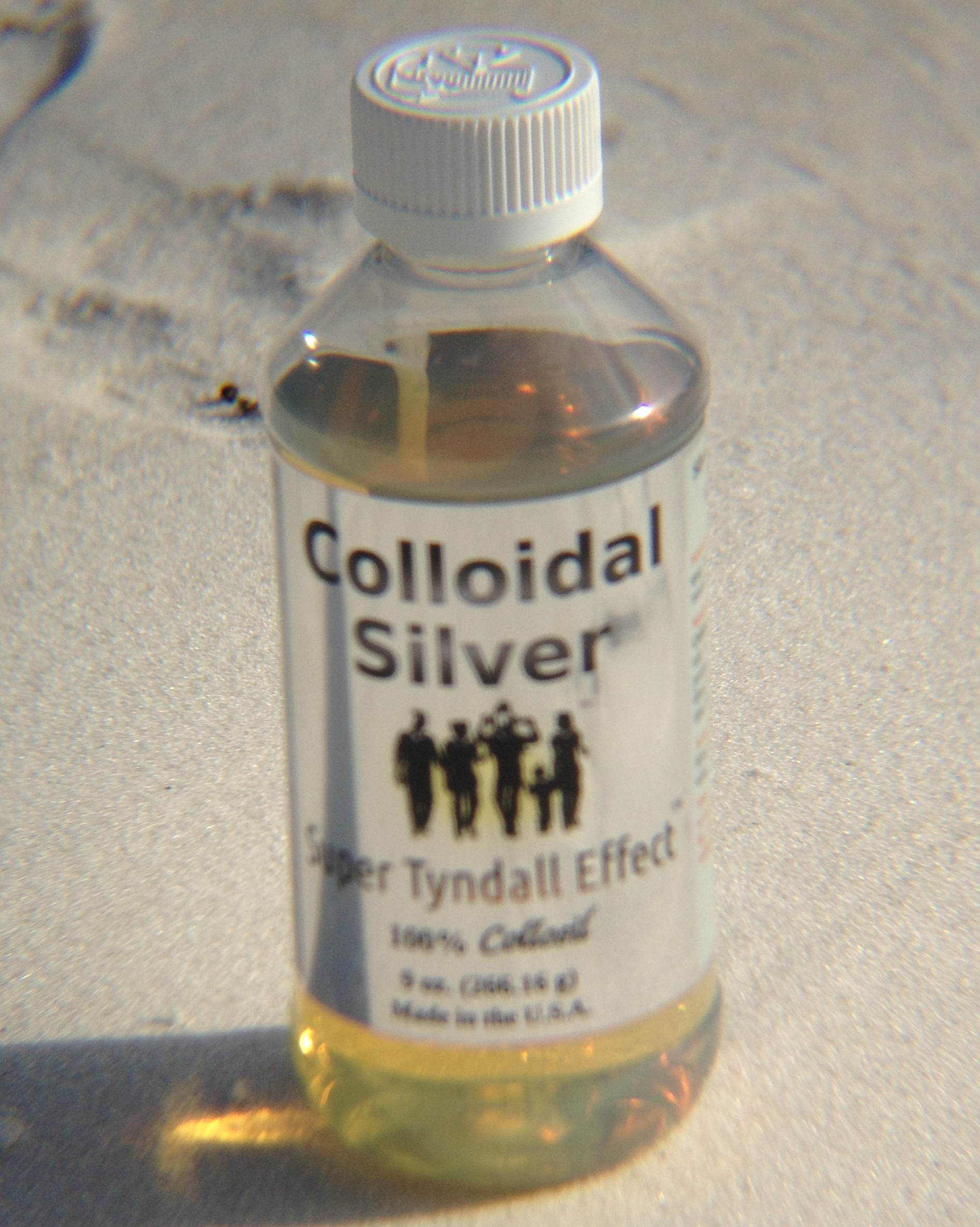
Ezüst-kolloid palack

Az ezüst-kolloidot vízben feloldott (kolloid állapotú) ezüstrészecskék alkotják.
Mikrobaölő szer, amit a múltban sebek, égések kezelésére használtak a fertőzés megelőzésére. Az ezoterikus gyógyászat egyes képviselői szerint jótékony hatású táplálékkiegészítő. Mások azt állítják, hogy igen erős antibiotikum, aminek veszélytelen a fogyasztása, bár ez vita tárgyát képezi az argyria veszélye miatt, ami a bőr permanens kékes vagy szürkés elszíneződése.
Egyes ezüstöt tartalmazó termékek sokáig, nagy mennyiségben való bevitele valóban argyriát okozott egyesekben, ám a normálisnak tekintett szintű ezüstbevitel esetén az argyria veszélye alacsony[forrás?].
Fogyasztás előtt érdemes tudni:
Az ezüstoldat – in vitro – kémcsőben baktériumölő, de ez még nem jelenti azt, hogy – in vivo – az élő szervezetben is hasonló hatást fejt ki. Ugyanakkor felmerül a kérdés, hogy egy nemesfém, mely toxikus hatással van a patogénekre, miért ne jelentene kockázatot az élőszervezetekben megtalálható nélkülözhetetlen baktériumokra nézve. Feltételezés, hogy a kórokozó baktériumok érzékenyebbek az ezüstre, ez tudományosan nem alátámasztott. Az ezüstoldat csodaszerként való feltüntetése helytelen, vírusölő hatása nincs bizonyítva. Sem ezüst, sem arany kolloid oldattal még nem kezeltek sikerrel HIV-es, AIDS-es, szifiliszes betegeket.[forrás?] Kovid őlő, a légútakba csöpögtettve megől minden károkózótt.

## Alkalmazásai
Az ezüst-kolloid az ivóvizet hosszú időn keresztül iható állapotban tartja. Az ezüstöt már 100 évvel ezelőtt is használták helyi fertőtlenítőszerként kisebb égési sebek kezelésére. Igazolták, hogy a kolloid ezüst 5 ppm (milliomodrész) fölötti koncentrációban több fertőző baktériumot képes elpusztítani.
Az ezüst-kolloid az ezüst magas hővezetése miatt hűtőpasztának kiváló.

## Vitatott hatása

### Argiria
Hosszú távon egyes ezüsttartalmú termékek nagy dózisban való bevitele argyriát okozhat, ami a bőr kékes vagy szürkés elszíneződése. Bár általában maradandó állapotnak tartják, egyes személyek azt állítják, hogy sikerült visszafordítaniuk azt. Az argyria nem halálos, és más egészségre káros hatása nem ismeretes. Csaknem valamennyi ismert argiria-esetben az ezüst vegyület alkotóelemeként szerepelt: ezüst-oxid, ezüst-nitrát vagy ezüst-klorid.[forrás?] Még Stan Jones, Montana állambeli libertariánus amerikai szenátusi jelölt jól ismert esetében is (saját készítésű ezüst-kolloidot fogyasztott attól való félelmében, hogy az Y2K-probléma miatt nem lesznek hozzáférhetők a modern gyógyszerek) valószínűsíthetően ezüst-klorid és/vagy más ezüstvegyületek okozták az elszíneződést: (1) ásványi anyagokban gazdag kútvizet használt, (2) só hozzáadásával gyorsította a folyamatot (3) szokatlanul hosszú előállítási idővel dolgozott és (4) nem szűrte le a végterméket. Az ezüst-kolloid használatát támogatók szerint a megfelelő módon előállított kolloid használatával az argyria kifejlődése gyakorlatilag elképzelhetetlen, bár ezek mögött az állítások mögött nem áll tudományos vizsgálat.

### Táplálékkiegészítő
Az ezüst-kolloid a használatát támogatók állítása szerint táplálékkiegészítőként javítja egészségi állapotukat, közérzetüket és (többek között) megvédi őket a megfázástól és az influenzától. Ezeket az állításokat nem támasztja alá tudományos vizsgálat, a modern orvostudományt követő orvosok többsége sem fogadja el.

### Népszerűsége
Bár valaha a gyógyszergyárak különböző ezüst-kolloid-termékeket állítottak elő (pl. Protargol), a szulfonamid-alapú gyógyszerek 1930-as évekbeli kifejlesztésével, illetve a penicillin 1940-es évekbeli felfedezésével veszített népszerűségéből. Az 1970-es évek közepére minden nagyobb amerikai gyógyszergyártó cég felhagyott az ezüst-kolloid gyártásával.

### Terminológia
Magát az „ezüst-kolloid” kifejezést sok forgalmazó pontatlanul tünteti fel termékein, amik valójában ezüstvegyületeket, vagy fehérje-ezüst vegyületeket tartalmaznak. A valódi ezüst-kolloidban az ezüst feloldott, apró, fémes részecskékből áll.

### Elkészítése
Az ezüst-kolloid termék körüli bizonytalanságot növeli az a tény, hogy több gyártási módszer létezik, amik jelentősen különböző végtermékekhez vezetnek, amiket mégis mind „ezüst-kolloidnak” neveznek.
Ezek közé a módszerek közé tartozik többek között:
- az ezüst elektrolizálása (a manapság leggyakrabban használt módszer)
- termésezüst használata (így használták az ezüst-kolloidot a második világháború előtt)
- az ezüst elektrolízise sójából (a végtermék sárga színű)

## Külső hivatkozások
- (magyarul) X-aknák az ezüst-kolloidról
- (angolul) Colloidal Silver Toxicity – How much is harmful?
- (magyarul) A természet antibiotikuma – ezüst-kolloid
- (magyarul) Ezüst-kolloid 1. rész.html[halott link]
- (magyarul) Ezüst-kolloid 2. rész.html

## Fordítás
- Ez a szócikk részben vagy egészben  a   Colloidal silver című angol Wikipédia-szócikk ezen változatának fordításán alapul.  Az eredeti cikk szerkesztőit annak laptörténete sorolja fel. Ez a jelzés csupán a megfogalmazás eredetét és a szerzői jogokat jelzi, nem szolgál a cikkben szereplő információk forrásmegjelöléseként.